# Гонабад
Гонабад (перс. گناباد,‎ романізоване написання Gonābād) — місто в північно-східній частині Ірану, в остані Хорасан-Резаві. Адміністративний центр шагрестану Гонабад. Населення міста становило 34 563 особи, 9 789 сімей (станом на 2006 рік).
Місто відоме завдяки гонабадським дервішам і підземній гідротехнічній системі кяриз, відомій також як канат (перс. قنات).‎ Кладовище дервішського суфійського ордена Нематоллахі Гонабаді знаходиться в міському передмісті Бідохт (перс. بيدخت). ‎
Місто є одним із найбільших виробників шафрану в Ірані. Також тут розвинене сільське господарство, вирощується виноград, фісташки і гранат.

## Історія

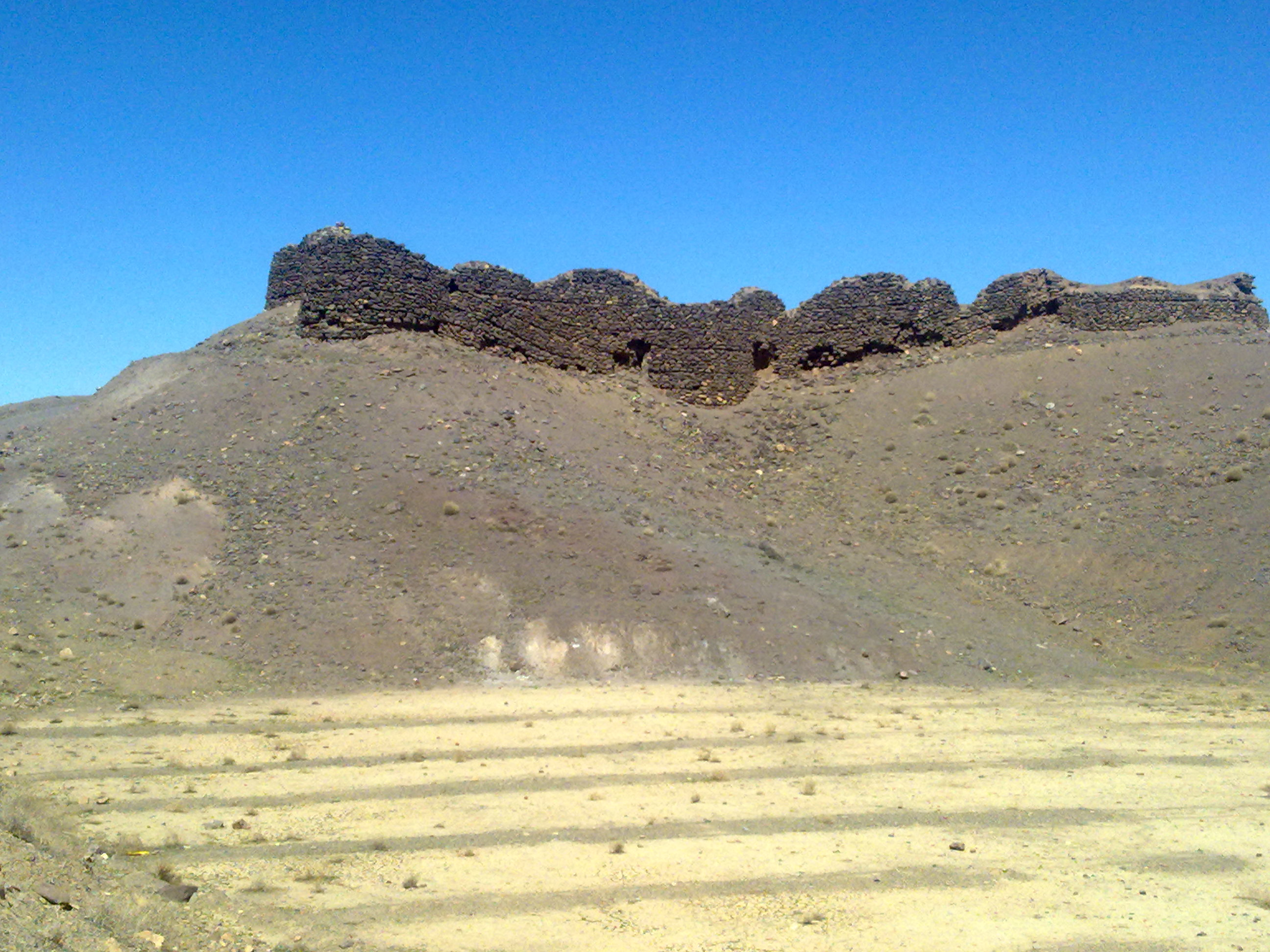
Руїни Зібада

Знаменита битва «12 героїв» між Іраном і Тураном, описана в поемі Шах-наме перським поетом Фірдоусі, відбувалася в околицях древнього міста Зібад (зараз — село на південному заході від Гонабада).

## Кяриз

Зібад Гонабад

Один із найдовших і найдавніших у світі кяризів знаходиться в Гонабаді. Вони були побудовані між 700 і 500 роками до нашої ери. Дослідження виявлених у місті артефактів (керамічні фрагменти, стіни тощо) дозволило ЮНЕСКО упевнитися в достовірності і цілісності кяризів та включити їх до свого списку світової спадщини в 2007 році. Важливо відзначити, що й через близько 2 700 років після створення кяриз досі забезпечує питною водою і водою для потреб сільського господарства майже 40 тисяч осіб.
Довжина гонабадських кяризів становить 33 113 метри, вони містять 427 поглиблень для води. Споруди побудовані з використанням знань законів таких наук, як: фізика, геологія і гідравліка, зробивши можливим проживання для жителів навколишніх населених пунктів в умовах нестачі води і рідкісних опадів у вигляді дощів.
Крім іранських кяризів, функціонують також схожі гідротехнічні системи — Урунов, Муна, Чанак і Ширіна.